# Kholoud Bariedah
Kholoud Bariedah (arabisch خلود بارعيدة, DMG Ḫulūd Bāriʿaida; geboren 1985) ist eine saudi-arabische Schriftstellerin, die in Deutschland im Asyl lebt.

## Leben
Als sie 20 war und mit Freunden und Freundinnen, insgesamt waren sie zu fünft, in ihrer Wohnung in Dschidda eine Party feierte, „ohne Alkohol, ohne Sex“, stürmte die Religionspolizei den Ort des Geschehens.

„Das war eine normale Party, wie jede Party hier jedes Wochenende. Wir hörten unsere Musik, also das war gemischt zwischen saudischer und arabischer und ausländischer Musik.“

Das gemeinsame Feiern von Frauen und Männern, die nicht miteinander verwandt sind, ist in Saudi-Arabien verboten. Es kam zur Anklage und zur Verurteilung, auch weil sie sich nach dem Eintreffen der Sittenwächter, die nicht uniformiert waren, gewehrt und um sich geschlagen hatte. Kholoud Bariedah wurde zu vier Jahren Haft und 2.000 Stockschlägen verurteilt. Sie führt die besondere Höhe der Strafe darauf zurück, dass sie einen religiösen Mann geschlagen und beleidigt hatte, was als Angriff gegen den Staat gewertet wurde, und dass sie keine Reue gezeigt hatte. Die Haft verbüßte sie im Frauengefängnis in Mekka. Alle zwei Wochen, immer am Freitag, erhielt sie 50 Schläge. Viele ihrer Mitgefangenen waren nicht kriminell, sondern waren vor häuslicher Gewalt oder sexuellem Missbrauch geflüchtet. Es gab auch psychisch Kranke, die eine Last für die Familie darstellten, oder Frauen, die ihre Strafe bereits verbüßt hatten, aber nicht entlassen werden konnten, weil sie von keinem männlichen Verwandten abgeholt wurden. Sie erfuhr, dass Haftzeitverkürzung für jene möglich ist, die den Koran auswendig lernen. Dies tat sie, worauf ihre Strafe auf eineinhalb Jahre Haft und 600 Stockschläge verringert wurde. Sie wurde als eine Braut des Korans entlassen.
Nach der Entlassung versuchte sie, ein normales Leben zu führen, studierte und gründete ein Unternehmen. 2014 schrieb sie an Freundinnen in sozialen Medien, sie sei Atheistin geworden. Als dies in einer ägyptischen Zeitung veröffentlicht wurde, befand sie sich gerade in Istanbul. Sie fürchtete die erneute Verhaftung und kehrte nicht in ihre Heimat zurück. Über Schweden kam sie nach Deutschland, ersuchte um Asyl, welches sie 2015 erhielt. Sie schrieb ein Buch über ihre Haft und die Bedingungen im arabischen Frauengefängnis.
Kholoud Bariedah setzt sich für Frauenrechte in Saudi-Arabien ein, insbesondere für Abschaffung des gesetzlichen Vormunds für erwachsene Frauen.

## Buchpublikation
- Keine Tränen für Allah. Wie ich von Tugendwächtern verurteilt wurde und dem Frauengefängnis von Mekka entkam. Aus dem Arabischen von Günther Orth. Knaur, München 2018, ISBN 978-3-426-21434-3.